# Вараев, Шарип Магомедович
Шари́п Магоме́дович Вара́ев (род. 13 августа 1969, Грозный) — российский чеченский дзюдоист, чемпион СНГ (1992), обладатель Кубка мира (1990), чемпион Европы в командном зачёте (1991), бронзовый призёр чемпионата Европы (1992), участник Олимпиады в Барселоне (1992), мастер спорта СССР международного класса.

## Биография
Родился 13 августа 1969 года. Его тренером был Феликс Куцель.
- Обладатель Кубка мира (1990, Потсдам, Германия);
- Чемпион Европы в командном зачёте (1991, Хертогенбос, Нидерланды);
- Бронзовый призёр чемпионата Европы (1992, Париж, Франция).

На Олимпиаде в Барселоне в утешительной схватке с чемпионом мира 1989 года из Южной Кореи Кимом Бёнджу, Шарип выигрывал с оценкой «юко». За несколько секунд до конца схватки судья объявил ему «кейкоку» (предупреждение, при котором сопернику присваивается оценка «ваза-ари»). В итоге Вараев занял 7-е место.

## Семья
Брат — дзюдоист Башир Вараев, чемпион и призёр чемпионатов России и Европы, призёр чемпионатов мира, чемпион Игр доброй воли, призёр Олимпийских игр.